# Isotta Fraschini Asso 750
L'Isotta Fraschini Asso 750 era un motore aeronautico 18 cilindri a W raffreddato ad acqua, prodotto dalla italiana Isotta Fraschini. Assieme all'Asso 200 e all'Asso 500 faceva parte di una famiglia di motori modulari, ovvero con componenti comuni ed intercambiabili che, grazie a questo, garantivano costi di produzione più contenuti.

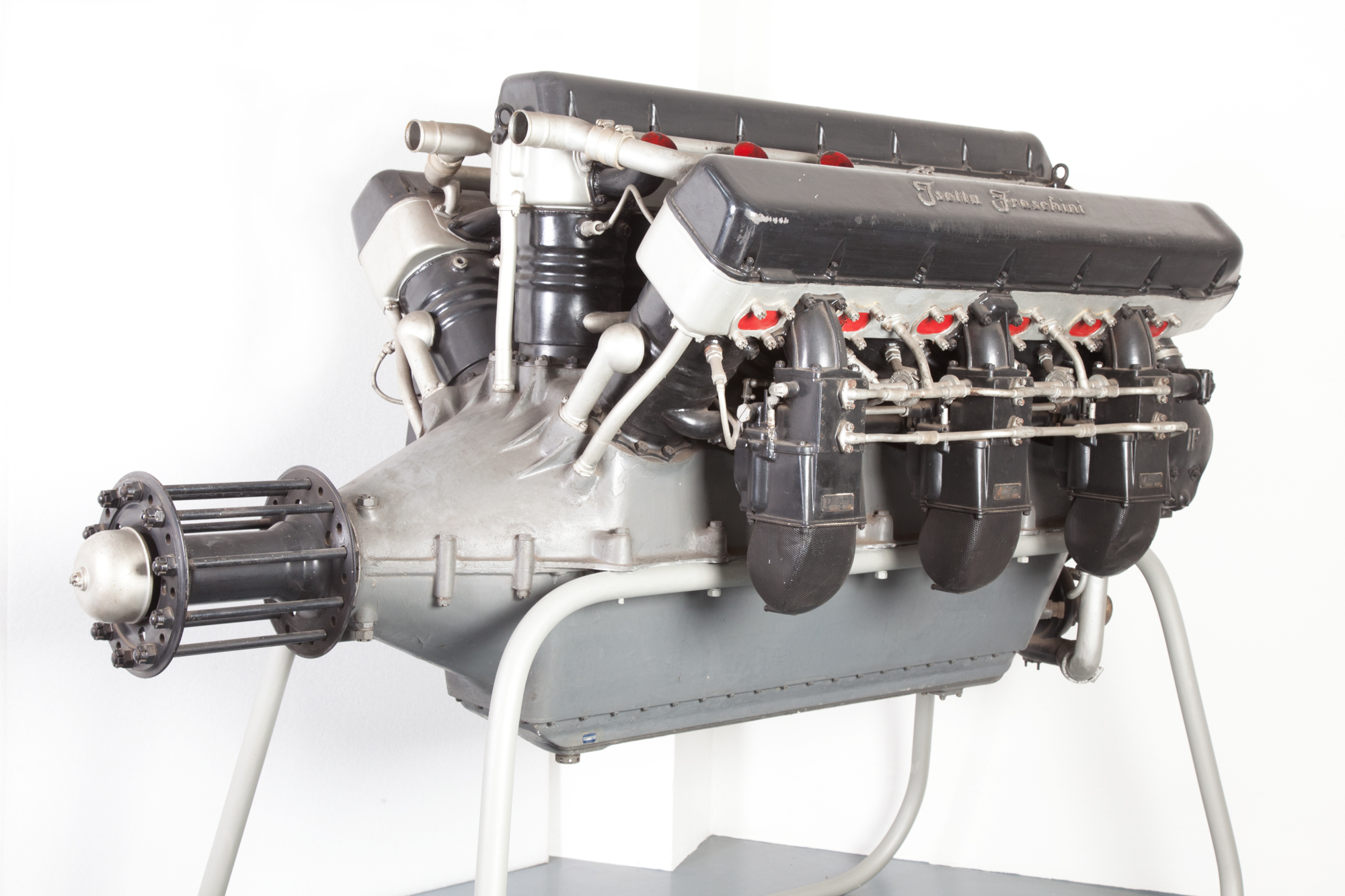
Motore Isotta Fraschini Asso 750 esposto al Museo nazionale della scienza e della tecnologia Leonardo da Vinci, Milano.

## Descrizione tecnica

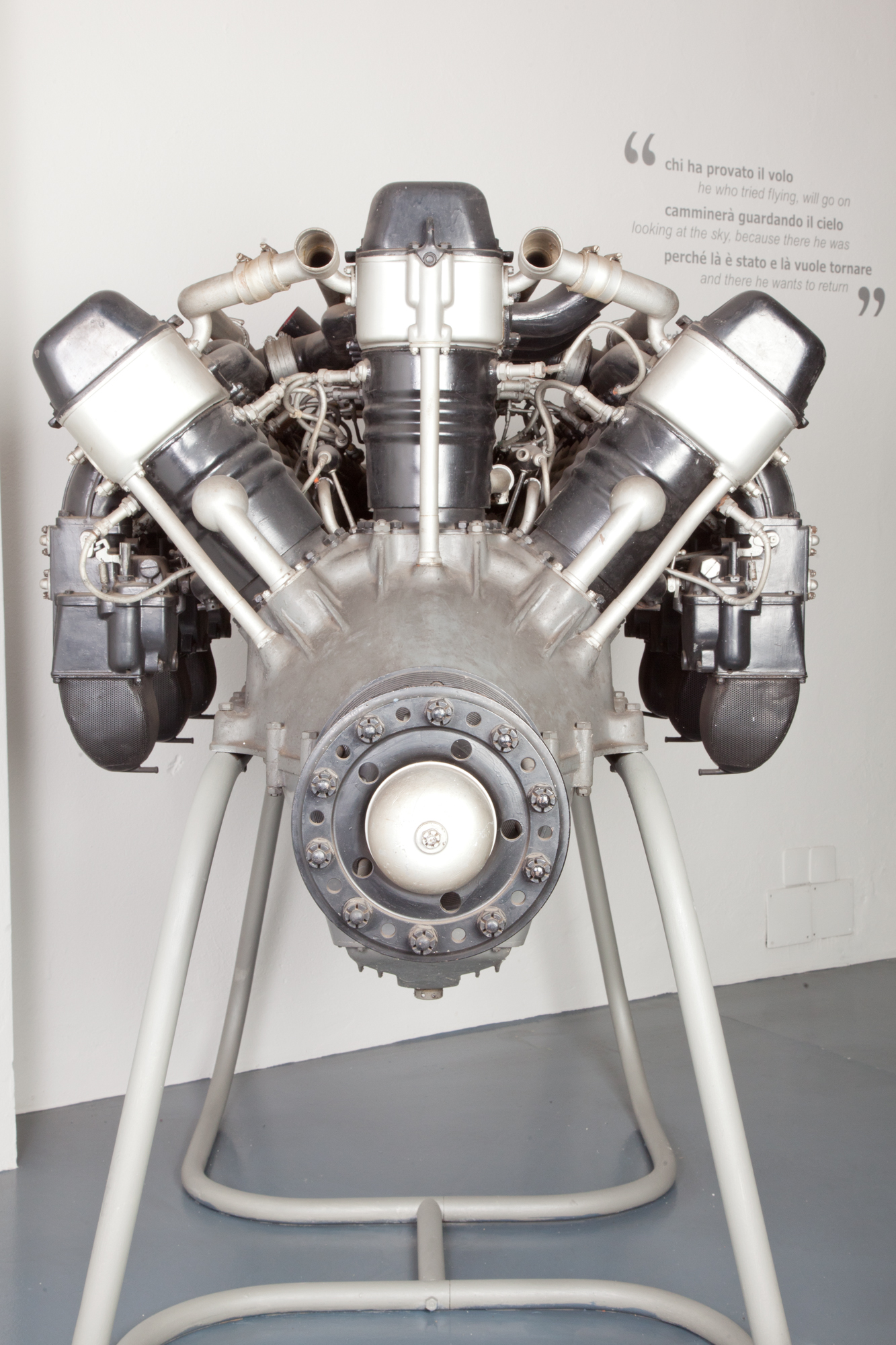
Vista frontale del motore Isotta Fraschini Asso 750 esposto al Museo nazionale della scienza e della tecnologia Leonardo da Vinci, Milano.

Presentava una configurazione con 18 cilindri realizzati in acciaio al cromo-manganese separati tra loro e disposti su tre file, uniti da un'unica testata in fusione di alluminio per ogni blocco di cilindri.

I cilindri con le relative teste, i tre carter superiori, l'albero a gomiti ed i pistoni erano identici agli altri motori della serie, questi ultimi collegati a gruppi di tre alla biella madre che portava gli attacchi per le altre due biellette.
Ne fu realizzata una versione con potenza effettiva di 940 CV al regime massimo, ottimizzata per equipaggiare i Savoia-Marchetti S.55X usati per la trasvolata atlantica di Italo Balbo.
Alcuni di questi motori furono comprati dalla Royal Navy per potenziare le motosiluranti Vosper, ma l'inizio della guerra impedì che il contratto venisse completamente evaso. Le motosiluranti inglesi in seguito prodotte ottennero poi motori statunitensi o di progettazione nazionale, leggermente più potenti ma dai consumi mediamente più elevati.

## Versioni

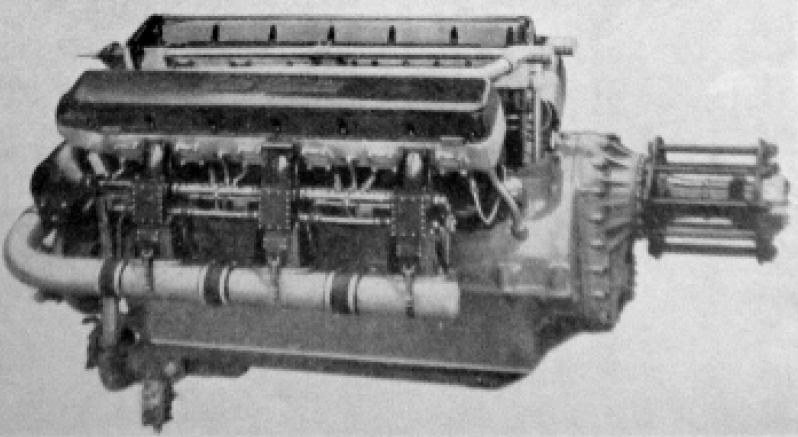
Isotta Fraschini Asso 750 RC.35

- Asso 750 - con trasmissione del moto all'elica in presa diretta
- Asso 750R - sviluppo del 750 con modifica a carter motore, albero motore e riduttore di velocità con rapporto 0,658. Potenza max erogata 940 CV
- Asso 750 RC.35 - sviluppo del 750 R dotato di compressore a singola velocità ottimizzato per la quota di 3.500 m.

## Velivoli utilizzatori
Italia
- CANT Z.501 (le prime versioni)
- Caproni Ca.111
- Macchi M.C.77
- Savoia-Marchetti S.55
- Savoia-Marchetti S.62
- Savoia-Marchetti S.78

## Esemplari attualmente esistenti

L'Asso 750 RC.35 esposto al Museo storico dell'Aeronautica Militare. Si noti il gruppo di riduzione interposto tra l'uscita dell'albero a gomiti e l'asse a cui veniva calettata l'elica.

Presso il Museo storico dell'Aeronautica Militare sono esposti due Isotta Fraschini Asso 750: un RC.35 dotato di gruppo riduttore e una versione base, con elica in presa diretta.